# ВестВерем (Массачусетс)
ВестВерем (англ. West Wareham) — переписна місцевість (CDP) в США, в окрузі Плімут штату Массачусетс. Населення — 2224 особи (2020).

## Географія
ВестВерем розташований за координатами 41°47′30″ пн. ш. 70°45′28″ зх. д. / 41.79167° пн. ш. 70.75778° зх. д. (41.791736, -70.757872).  За даними Бюро перепису населення США в 2010 році переписна місцевість мала площу 9,83 км², з яких 9,66 км² — суходіл та 0,17 км² — водойми.

## Демографія
Згідно з переписом 2010 року, у переписній місцевості мешкали 2064 особи в 948 домогосподарствах у складі 559 родин. Густота населення становила 210 осіб/км².  Було 1043 помешкання (106/км²).
Расовий склад населення:
| - 84,0 % — білих - 4,0 % — чорних або афроамериканців - 0,8 % — азіатів - 0,3 % — корінних американців - 7,0 % — осіб інших рас |

До двох чи більше рас належало 3,9 %. Частка іспаномовних становила 1,8 % від усіх жителів.
За віковим діапазоном населення розподілялося таким чином: 18,0 % — особи молодші 18 років, 54,9 % — особи у віці 18—64 років, 27,1 % — особи у віці 65 років та старші. Медіана віку мешканця становила 50,2 року. На 100 осіб жіночої статі у переписній місцевості припадало 88,0 чоловіків;  на 100 жінок у віці від 18 років та старших — 85,4 чоловіків також старших 18 років.
Середній дохід на одне домашнє господарство  становив 70 835 доларів США (медіана — 63 542), а середній дохід на одну сім'ю — 89 006 доларів (медіана — 82 432). Медіана доходів становила 39 577 доларів для чоловіків та 46 117 доларів для жінок. За межею бідності перебувало 7,8 % осіб, у тому числі 8,7 % дітей у віці до 18 років та 6,5 % осіб у віці 65 років та старших.
Цивільне працевлаштоване населення становило 1352 особи. Основні галузі зайнятості: роздрібна торгівля — 24,5 %, освіта, охорона здоров'я та соціальна допомога — 24,4 %, будівництво — 10,0 %, мистецтво, розваги та відпочинок — 7,8 %.